# Znamenivka, Novomoskovsk
Znamenivka (în ucraineană Знаменівка) este localitatea de reședință a comunei Znamenivka din raionul Novomoskovsk, regiunea Dnipropetrovsk, Ucraina.

## Demografie
Componența lingvistică a localității Znamenivka
     Ucraineană (94,33%)
     Rusă (5,19%)
     Alte limbi (0,25%)
Conform recensământului din 2001, majoritatea populației localității Znamenivka era vorbitoare de ucraineană (94,33%), existând în minoritate și vorbitori de rusă (5,19%).